# 杜俊德
杜俊德（1996年2月6日—），越南男子羽毛球運動員。他曾与青年期的黎秋玄赢得2012年亚青賽混双季军。

## 簡歷
2012年6月，杜俊德代表越南参加韩国慶尚北道金泉市举办的亞洲青年羽毛球錦標賽，与青年搭档的黎秋玄赢得亚青赛混双季军。
2013年5月，杜俊德与黎秋玄出战斯洛文尼亞羽毛球國際賽，在混双準决赛以1比2（21-17、15-21、18-21）不敌德国的琼斯·拉夫利·詹森/奇希塔·乔伊蒂·詹森。同年5月，他分别与范鴻南以及黎秋玄出战希臘羽毛球國際賽，在男双决赛以0比2（14-21、16-21）不敌赛会2号种子、俄罗斯的尼古拉·尼科拉恩科/尼古拉·乌卡卡，赢得亚军；而混双準决赛以0比2（17-21、20-22）不敌赛会2号种子、丹麦的雷内·马蒂松/蒂尔德·艾弗森。
2015年8月，杜俊德与范茹草出戰保加利亞公開賽，在混双决赛因对手退赛，夺得其首个国际赛冠军。同期8月，他分别与Nguyen Ngoc Manh以及范茹草出战斯洛伐克羽毛球公開賽，在男双决赛以2比0（21-14、21-18）击败了赛会头号种子、英格兰的Darren Adamson/Scott Sankey，赢得冠军；而混双决赛以1比2（21-18、13-21、12-21）不敌赛会3号种子、英格兰的本·莱恩/杰西卡·皮尤，赢得亚军。
2016年3月，杜俊德分别與范鴻南以及范茹草出战葡萄牙羽毛球國際賽，在男双决赛以0比2（17-21、22-24）不敌马来西亚强档的王耀新/张御宇，赢得亚军；而混双决赛以1比2（19-21、21-17、19-21）不敌丹麦的米克尔·米克尔森/麦尔·苏罗，赢得亚军。同年6月，他与范茹草出战加拿大羽毛球大獎賽，在混双决赛以2比1（21-9、10-21、21-13）击败了赛会4号种子、瑞典的尼科·鲁波宁/阿曼达·赫格斯特伦，赢得冠军。同年9月，他与范鴻南出战越南羽毛球國際系列賽，在男双决赛以2比1（17-21、21-19、22-20）力克赛会6号种子、马来西亚强档的吳世飛/努·伊祖丁·穆罕默德·侞薩尼，赢得冠军。
2018年2月，杜俊德与范茹草出战奧地利羽毛球公開賽，在混双準决赛以0比2（13-21、14-21）不敌赛会头号种子、俄罗斯的叶夫根尼·德雷明/叶夫根尼亚·迪莫娃。同年3月，他与范茹草出战越南羽毛球國際挑戰賽，在混双决赛以2比1（20-22、24-22、21-15）击败了赛会2号种子、俄罗斯的叶夫根尼·德雷明/叶夫根尼亚·迪莫娃，赢得冠军。

## 主要比賽成績
只列出曾進入準決賽的國際賽事成績：
| 年份   | 賽事                   | 公開賽級別 | 項目     | 搭檔             | 成績   |
| ------ | ---------------------- | ---------- | -------- | ---------------- | ------ |
| 2012年 | 亞洲青年羽毛球錦標賽   | 其他       | 混合雙打 | 黎秋玄           | 季軍   |
| 2013年 | 斯洛文尼亞羽毛球國際賽 | 國際系列賽 | 混合雙打 | 黎秋玄           | 準決賽 |
| 2013年 | 希臘羽毛球國際賽       | 國際系列賽 | 男子雙打 | 范鴻南           | 亞軍   |
| 2013年 | 希臘羽毛球國際賽       | 國際系列賽 | 混合雙打 | 黎秋玄           | 準決賽 |
| 2015年 | 保加利亞羽毛球公開賽   | 國際系列賽 | 混合雙打 | 范茹草           | 冠軍   |
| 2015年 | 斯洛伐克羽毛球公開賽   | 未來系列賽 | 男子雙打 | Nguyen Ngoc Manh | 冠軍   |
| 2015年 | 斯洛伐克羽毛球公開賽   | 未來系列賽 | 混合雙打 | 范茹草           | 亞軍   |
| 2016年 | 葡萄牙羽毛球國際賽     | 國際系列賽 | 男子雙打 | 范鴻南           | 亞軍   |
| 2016年 | 葡萄牙羽毛球國際賽     | 國際系列賽 | 混合雙打 | 范茹草           | 亞軍   |
| 2016年 | 加拿大羽毛球大獎賽     | 大獎賽     | 混合雙打 | 范茹草           | 冠軍   |
| 2016年 | 越南羽毛球國際系列賽   | 國際系列賽 | 男子雙打 | 范鴻南           | 冠軍   |
| 2018年 | 奧地利羽毛球公開賽     | 國際挑戰賽 | 混合雙打 | 范茹草           | 準決賽 |
| 2018年 | 越南羽毛球國際挑戰賽   | 國際挑戰賽 | 混合雙打 | 范茹草           | 冠軍   |
| 2022年 | 東南亞運動會羽毛球比賽 | 其他       | 男子雙打 | 范鴻南           | 銅牌   |

| 2007-2017年 | 首要超級賽 | 超級賽 | 黃金大獎賽 | 大獎賽 | 國際挑戰賽 | 國際系列賽 | 未來系列賽 | 其他 |

| 2018-2026年 | 總決賽 | 超級1000賽 | 超級750賽 | 超級500賽 | 超級300賽 | 超級100賽 | 國際挑戰賽 | 國際系列賽 | 未來系列賽 | 其他 |

### 奧運會和世錦賽參賽紀錄
|          | 搭檔   | 2018 |
| -------- | ------ | ---- |
| 男子雙打 | 范鴻南 | 48強 |
|          |        |      |
| 混合雙打 | 范茹草 | 32強 |